# دیتون (آیووا)
دیتون (به انگلیسی: Dayton) شهری در ایالت آیووا کشور ایالات متحده آمریکا است که جمعیت آن در سرشماری سال ۲۰۱۰ میلادی، ۸۳۷ نفر بوده‌است.